# Lijst van komische films
Dit is een lijst van komische films.

## 1920-1929
- 1921
  - The Kid
- 1925
  - The Gold Rush

## 1930-1939
- 1930
  - Animal Crackers
- 1931
  - City Lights
- 1933
  - Duck Soup
  - Sons of the Desert
- 1935
  - A Night at the Opera
  - Boys Will Be Boys
- 1936
  - Modern Times
  - Where There's a Will
  - Windbag the Sailor
- 1937
  - Good Morning, Boys
  - Oh, Mr Porter!
- 1938
  - Convict 99
  - Old Bones of the River
- 1939
  - Ask a Policeman

## 1940-1949
- 1940
  - The Great Dictator
  - Where's That Fire?
- 1942
  - The Goose Steps Out
  - To Be or Not to Be
- 1949
  - Jour de fête

## 1950-1959
- 1953
  - Les Vacances de monsieur Hulot
- 1955
  - The Trouble with Harry (Hitchcock)
- 1957
  - Witwer mit fünf Töchtern
- 1958
  - Taxi, Roulotte et Corrida
  - Mon oncle
- 1959
  - Natürlich die Autofahrer
  - Some Like It Hot

## 1960-1969
- 1961
  - Le Capitaine Fracasse
  - The Absent-Minded Professor
- 1963
  - Carambolages
  - The Nutty Professor
  - The Pink Panther
  - Ieri, oggi, domani
  - It's a Mad, Mad, Mad, Mad World
  - Son of Flubber
- 1964
  - Des pissenlits par la Racine
  - Le Corniaud
  - Le Gendarme de Saint-Tropez
- 1966
  - La Grande Vadrouille
  - Le Gendarme à New York
  - Le Grand Restaurant
  - A Funny Thing Happened on the Way to the Forum
- 1967
  - Fantômas contre Scotland Yard
  - Le Petit Baigneur
- 1968
  - Le Gendarme se marie
  - The Love Bug
  - The Party
- 1969
  - Hibernatus
  - L'Homme-orchestre

## 1970-1979
- 1970
  - Le Gendarme en balade
- 1971
  - Jo
  - Sur un arbre perché
- 1973
  - Les Aventures de Rabbi Jacob
- 1974
  - Blazing Saddles
  - Herbie Rides Again
- 1975
  - Monty Python and the Holy Grail
- 1976
  - L'Aile ou la Cuisse
- 1977
  - La zizanie
  - Herbie Goes to Monte Carlo
- 1978
  - Le Gendarme et les Extra-terrestres
- 1979
  - Derek and Clive Get the Horn
  - Monty Python's Life of Brian
  - 1941
  - The Jerk

## 1980-1989
- 1980
  - Airplane!
  - The Blues Brothers
  - Private Benjamin
- 1981
  - La soupe aux choux
  - Police Academy
- 1982
  - Le Gendarme et les Gendarmettes
  - 48 Hours
- 1983
  - Gib Gas – Ich will Spaß
  - National Lampoon's Vacation
  - The Meaning of Life
  - The King of Comedy
  - Trading Places
  - The Survivors
- 1984
  - This Is Spinal Tap
  - The Lonely Guy
- 1985
  - Beverly Hills Cop
  - National Lampoon's European Vacation
  - Spies Like Us
- 1986
  - Rita, Sue and Bob Too!
  - The Canterville Ghost
  - The Money Pit
  - ¡Three Amigos!
  - Flodder
- 1987
  - Beverly Hills Cop II
  - Burglar
  - Hector
  - Ishtar
  - Overboard
  - Planes, Trains and Automobiles
  - The Princess Bride
  - Who's That Girl
  - Withnail and I
- 1988
  - A Fish Called Wanda
  - Funny Farm
  - The Great Outdoors
  - Punchline
  - Spaceballs
  - Twins
- 1989
  - Look Who's Talking
  - National Lampoon's Christmas Vacation

## 1990-1999
- 1990
  - Another 48 Hrs.
  - Home Alone
  - Homer and Eddie
  - Koko Flanel
  - Repossessed
  - Turner and Hooch
- 1991
  - Father of the Bride
  - Hot Shots!
  - The Naked Gun 2½: The Smell of Fear
- 1992
  - Bob Roberts
  - Death Becomes Her
  - Sister Act
  - Wayne's World
  - HouseSitter
- 1993
  - Robin Hood: Men in Tights
  - Mrs. Doubtfire
  - Sister Act 2: Back in the Habit
- 1994
  - Ace Ventura: Pet Detective
  - Beverly Hills Cop III
  - Cool Runnings
  - The Cowboy Way
  - Dumb and Dumber
  - Four Weddings and a Funeral
  - Heavy Weights
  - Son of the Pink Panther
  - La vie sexuelle des Belges 1950-1978
  - The Mask
- 1995
  - Ace Ventura: When Nature Calls
  - Nine Months
  - The Last Supper
  - Tommy Boy
  - Filmpje!
  - Mallrats
- 1996
  - Black Sheep
  - The Cable Guy
  - Jingle All the Way
  - Kingpin
  - First Kid
  - The Nutty Professor
  - Spy Hard
  - Camping Cosmos
- 1997
  - Austin Powers: International Man of Mystery
  - Bean: The Ultimate Disaster Movie
  - Fierce Creatures
  - In & Out
  - Liar Liar
  - Vegas Vacation
  - The Full Monty
  - Nothing to Lose
  - Fathers' Day
- 1998
  - The Big Lebowski
  - Mouse Hunt
  - There's Something About Mary
  - Rush Hour
- 1999
  - American Pie
  - Analyze This
  - Austin Powers: The Spy Who Shagged Me
  - Blue Streak
  - Bowfinger
  - EDtv
  - Guest House Paradiso
  - Office Space
  - The Waterboy
  - Life

## 2000-heden
- 2000
  - Big Momma's House
  - Deuce Bigalow
  - Me, Myself and Irene
  - Meet the Parents
  - Nutty Professor II: The Klumps
  - Scary Movie
  - Shanghai Noon
  - Small Time Crooks
  - The Animal
  - High Fidelity
  - Loser
- 2001
  - American Pie 2
  - Evolution
  - Joe Dirt
  - Rat Race
  - Road Trip
  - Scary Movie 2
- 2002
  - About Schmidt
  - Ali G Indahouse
  - Analyze That
  - Austin Powers 3: Goldmember
  - Boat Trip
  - Old School
  - Jackass: The Movie
  - My Big Fat Greek Wedding
  - Shallow Hall
  - Showtime (film)
- 2003
  - American Wedding
  - Anger Management
  - Bruce Almighty
  - Cheaper By The Dozen
  - National Lampoon's Christmas Vacation 2: Cousin Eddie's Island Adventure
  - National Security
  - Daddy Day Care
  - Dickie Roberts Former Child Star
  - Dumb and Dumber
  - The Green Butchers aka De grønne slagtere
  - Johnny English
  - Scary Movie 3
  - School of Rock
  - Shanghai Knights
  - Stuck on You
- 2004
  - Along Came Polly
  - Dickie Roberts: Former Child Star
  - Dodgeball
  - EuroTrip
  - Napoleon Dynamite
  - Shrek 2
  - The Hot Chick
  - White Chicks
- 2005
  - American Pie Presents: Band Camp
  - Beauty Shop
  - Corpse Bride
  - Deuce Bigalow 2
  - Fun with Dick and Jane
  - Keeping Mum
  - Madagascar
  - Meet the Fockers
  - Thank You for Smoking
  - Wedding Crashers
  - Without a Paddle
- 2006
  - Scary Movie 4
  - Big Momma's House 2
  - Cheaper by the Dozen 2
  - Date Movie
  - The Benchwarmers
  - Ice Age: The Meltdown
  - The Pink Panther (2006)
  - You, Me and Dupree
  - Borat: Cultural Learnings of America for Make Benefit Glorious Nation of Kazakhstan
- 2007
  - Catch and Release
  - Evan Almighty
  - I Now Pronounce You Chuck and Larry
  - License to Wed
  - Mr. Bean's Holiday
  - Nacho Libre
  - Night at the Museum
  - Rush Hour 3
  - Shrek the Third
  - The Simpsons Movie
- 2008
  - Happy-Go-Lucky
  - You Don't Mess with the Zohan
  - Kung Fu Panda
  - What Happens in Vegas...
  - Tropic Thunder
  - Madagascar: Escape 2 Africa
- 2009
  - The Hangover
  - Ice Age: Dawn of the Dinosaurs
  - Brüno
  - Funny People
  - Land of the Lost
- 2010
  - Four Lions
  - Tucker & Dale vs Evil
- 2011
  - Paul
- 2012
  - Ted
  - Madagascar 3: Europe's Most Wanted
- 2013
  - Bad Fucking
- 2015
  - Ted 2
  - Magic Mike XXL
  - Pitch Perfect 2
  - Spy
  - American Ultra
  - Pixels
  - Terug Naar Morgen
  - Safety First
- 2019
  - Good Boys